# Projet Dernière Chance
« Project Hail Mary » redirige ici.  Pour le film, voir Projet Dernière Chance (film).
Projet Dernière Chance (titre original : Project Hail Mary) est un roman de l'écrivain américain Andy Weir. Troisième œuvre de science-fiction de l'auteur, il est publié aux États-Unis en mai 2021, puis traduit en français, en octobre 2021, par les éditions Bragelonne.

## Présentation
Projet Dernière Chance est le troisième roman de l'écrivain américain Andy Weir, après Seul sur Mars (2014), vendu a cinq millions d'exemplaires aux États-Unis, et Artémis. Il est publié aux États-Unis par la maison d'édition américaine Ballantine Books, en mai 2021, sous le titre Project Hail Mary,.

## Résumé
Un astronaute, Ryland Grace, se réveille amnésique dans un vaisseau spatial, à des millions de kilomètres de la Terre. Il découvre petit à petit qu'il est le dernier espoir de l'humanité, alors que la vie terrestre est menacée d'une extinction massive,,.

## Adaptation cinématographique
L'entreprise Metro-Goldwyn-Mayer a acquis les droits d'adaptation cinématographique pour trois millions de dollars.